# Pertengo
Pertengo (piemontiul: Partench vagy Përtench) település Olaszországban, Vercelli megyében. Lakosainak száma 301 fő (2023. január 1.). Pertengo Costanzana, Stroppiana, Asigliano Vercellese és Rive községekkel határos.

## Népesség
A település népességének változása:
| Lakosok száma | 315  | 306  | 301  |
|               | 2017 | 2018 | 2023 |

## Közlekedés
A Partengo 1857 óta van egy vasútállomás a Vercelli - Casale Monferrato vonalon.